# Communauté de communes du Val ès Dunes
Die Communauté de communes du Val ès Dunes ist ein ehemaliger französischer Gemeindeverband mit der Rechtsform einer Communauté de communes im Département Calvados in der Region Normandie. Sie wurde am 13. Dezember 2002 gegründet und umfasste 17 Gemeinden. Der Verwaltungssitz befand sich im Ort Argences.

## Historische Entwicklung
Mit Wirkung vom 1. Januar 2017 fusionierte der Gemeindeverband mit der Communauté de communes Entre Bois et Marais und bildete so die Nachfolgeorganisation Communauté de communes Val ès Dunes. Trotz der Namensähnlichkeit (fehlendes du) handelt es sich um eine Neugründung mit anderer Rechtspersönlichkeit.
Gleichzeitig wurden schlossen sich einige Gemeinden zu den Communes nouvelles Moult-Chicheboville und Valambray zusammen.

## Ehemalige Mitgliedsgemeinden
1. Airan
2. Argences
3. Bellengreville
4. Billy
5. Cagny
6. Canteloup
7. Cesny-aux-Vignes
8. Chicheboville
9. Cléville
10. Conteville
11. Fierville-Bray
12. Frénouville
13. Moult
14. Ouézy
15. Poussy-la-Campagne
16. Saint-Ouen-du-Mesnil-Oger
17. Vimont